# Disphragis camilla
Disphragis camilla är en fjärilsart som beskrevs av Paul Dognin 1923. Disphragis camilla ingår i släktet Disphragis och familjen tandspinnare. Inga underarter finns listade i Catalogue of Life.